# 에드먼드 아도
에드먼드 아도(영어: Edmund Addo, 2000년 5월 17일 ~ )는 가나의 축구 선수로, 현재 세르비아 수페르리가의 즈베즈다와 가나 축구 국가대표팀에서 미드필더로 활약하고 있다.

## 구단 경력

### 세니차
아도는 2019년 2월 16일 AS 트렌친과의 경기에서 세니차 소속으로 슬로바키아 수페르리가 데뷔 전을 치렀다. 아도는 미야바에서 열린 원정 경기에서 무언가를 만회하기 위해 뒤늦게 에리크 라미레스와 교체되어 출전했다. 세니카는 함자 차타코비치와 데슬리 우빙크의 골로 두 골 차로 뒤졌지만 야쿠브 파우르가 세 번째 골을 터뜨리며 경기를 3-0으로 마쳤다.

### 셰리프 티라스폴
2021년 7월 14일, 셰리프 티라스폴은 아도의 영입을 발표했다. 첫 시즌에 보안관이 몰도바 내셔널 디비전과 몰도바 컵 더블을 차지하면서 UEFA 챔피언스리그 6경기, 유로파리그 1경기 등 34경기에 출전했다.

### 스파르타크 수보티차
2023년 1월 10일, 아도는 츠르베나 즈베즈다로의 이적 가능성이 제기되면서 세르비아의 스파르타크 수보티차로 이적하였고, 2025년 6월까지 계약을 체결하였다.

## 국가대표팀 경력
아도는 2021년 11월 11일 에티오피아와의 2022년 FIFA 월드컵 예선 전에서 가나 국가대표팀에 데뷔했고, 그는 카메룬에서 열린 2021년 아프리카 네이션스컵에 이름을 올린 최종 28인 선수단의 일원이었다.